# 1e Nijhoezen
1e Nijhoezen, ook wel Tweede Zuurdijk genoemd, is een buurtschap in de gemeente Het Hogeland in de Nederlandse provincie Groningen, behorende tot het dorp Zuurdijk. Het ligt aan de Hoofdweg van Zuurdijk naar Warfhuizen en Schouwerzijl, tussen het dorp Zuurdijk en het vrijwel gelijknamige buurtschap 2e Nijhoezen. Het gehucht bestaat uit 9 arbeiderswoningen aan weerszijden van de weg en de boerderij 'Rondenburg' (met vrijstaand woonhuis) van de familie Tebbens Torringa. De status van buurtschap heeft 1e Nijhoezen nog niet zo lang en op kaarten van voor 2000 wordt het dan ook nog niet als zodanig aangeduid.
Boerderij 'Rondenburg' (of Rondenborg) is vernoemd naar een vermoedelijke motte of steenhuis die ongeveer 100 meter oostelijker ten oosten van de oprijlaan naar boerderijen Castor en Pollux zou hebben gestaan; ter hoogte van het huidige 2e Nijhoezen. Rond 1824 werd deze heuvel afgegraven. Dominee en schrijver Nicolaas Westendorp vermeldt in 1830 dat in deze heuvel naast baksteenpuin, houtskool, tufbrokken, potscherven, beenderen en klei ook 2 donderbeitels en een stenen wig werden gevonden. Het terrein van de huidige boerderij lag vroeger op een wierde, die nu vrijwel volledig verdwenen is. In de jaren 1960 werden er kogelpotscherven uit de late middeleeuwen aangetroffen.
De buurtschap ontstond buiten het dorp Zuurdijk omdat de boeren van Zuurdijk onderling hadden afgesproken om (boeren)arbeiders zo veel mogelijk uit hun dorp te weren, om zo te voorkomen dat deze bij ziekte of ouderdom afhankelijk zouden kunnen worden van de kerkelijke diaconie, wat hen als vrijzinnige rijke boeren geld zou kosten. In plaats daarvan betrokken zij hun arbeiders uit de omliggende dorpen Houwerzijl, Leens en Warfhuizen. Rond 1850 veranderden er echter twee zaken: Allereerst overleed in 1847 een van de felste en machtigste tegenstanders van arbeiders in het dorp, boer Hendrikus Warendorp Jannes Torringa. Daarnaast ontstond er een steeds grotere vraag naar boerenarbeiders omdat steeds meer boeren overgingen op de lucratieve, maar arbeidsintensievere akkerbouw en de champagnejaren aanbraken. Boer Enne Jans Huizing van Huizingaheem (Hoofdweg 10) stelde daarom rond 1850 land beschikbaar voor de bouw van arbeiderswoningen, waarop nederzetting ontstond als 'nieuwbouwwijk' van Zuurdijk op ongeveer 300 meter ten oosten van het dorp; het huidige 1e Nijhoezen. Deze naam is echter pas zeer recent op de kaarten verschenen; tot voor kort werd het gezien als een gewoon onderdeel van het dorp.

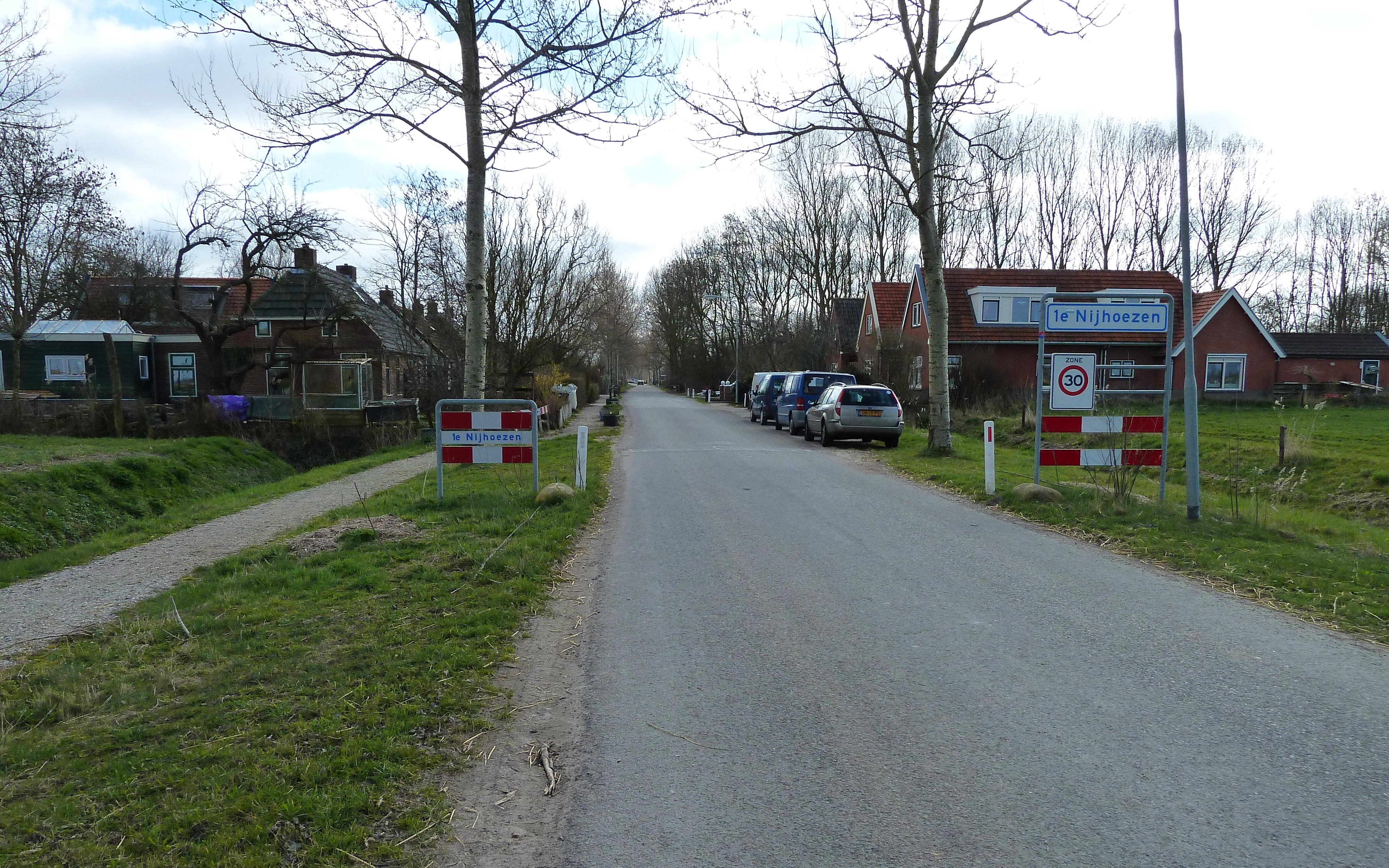
Ingang vanaf de richting Zuurdijk
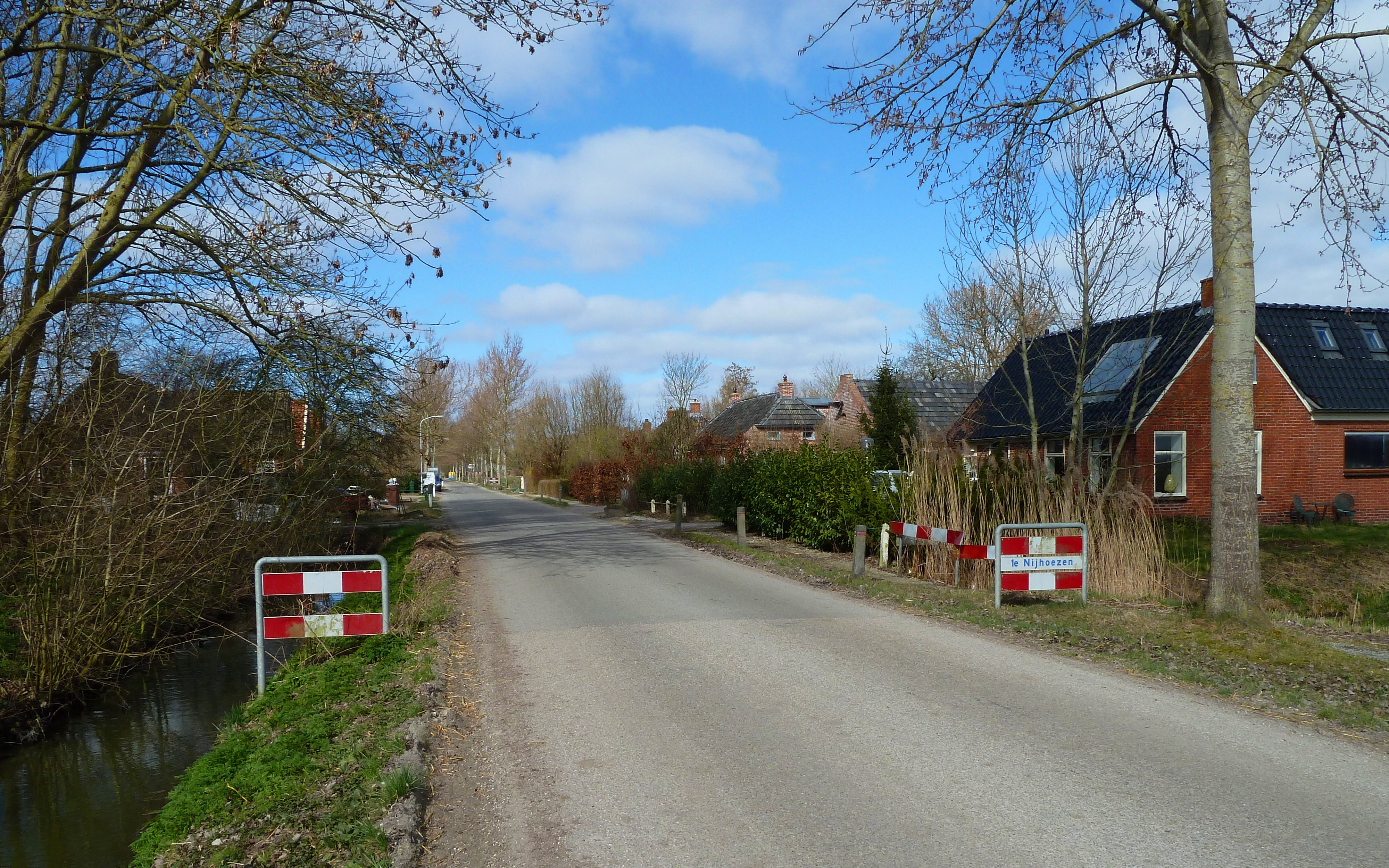
Gezicht op de buurtschap vanaf de richting 2e Nijhoezen

Hoofdplaats: Uithuizen

Dorpen: Adorp · Den Andel · Baflo · Bedum · Eenrum · Eppenhuizen · Hornhuizen · Houwerzijl · Kantens · Kloosterburen · 't Lage van de Weg · Lauwersoog · Leens · Leenstertillen · Lutjewolde · Mensingeweer · Molenrij · Niekerk · Noordwolde · Oldenzijl · Onderdendam · Onderwierum · Oosteinde · Oosternieland · Pieterburen · Rasquert · Rodewolt · Roodeschool · Rottum · Saaxumhuizen · Sauwerd · Startenhuizen (deels) · Stitswerd · Tinallinge · Uithuizermeeden · Ulrum · Usquert · Vliedorp · Vierhuizen · Warffum · Warfhuizen · Wehe-den Hoorn · Westerdijkshorn · Westernieland · Wetsinge · Winsum · Zandeweer · Zoutkamp · Zuidwolde · Zuurdijk

Buurtschappen, gehuchten, wierden en buurten: 1e Nijhoezen · 2e Nijhoezen · 't Aagt · Abbeweer · Alinghuizen · Arwerd · Barnegaten · Bellingeweer · Bethlehem · Beusum · Bokum · Breede · Broek · Het Bultje · De Dingen · De Raken · De Vennen · Den Haver · Deikum · Doodstil · Douwen · Duisterwinkel · Eelswerd · Eemshaven · Elens · Ellerhuizen · Ernstheem · Ewer · Grijssloot · Groot Maarslag · Groot Wetsinge · De Haar · Hammeland · Den Hander · Harssens · Hefswal · Hekkum · Helwerd · Heuvelderij · Hiddingezijl · Holwinde · De Hoogte · De Horn · De Houw · 't Houweel · De Hucht · Kaakhorn · Katershorn · Kattenburg · Klei · Kleine Huisjes · Klein Garnwerd · Klein Maarslag · Klein Wetsinge · Kolham · Koningslaagte · Koningsoord · De Knijp · Kruisweg · Lutje Marne · Lutke Saaxum · Maarhuizen · (Marnehuizen) · Menkeweer · Menneweer · Midhalm · Midhuizen · Nijenklooster · Noordpolder · Noordpolderzijl · Obergum · Oldenzijl · Oldorp · Oosterhorn · Oosterhuizen (Eenrum) · Oosterhuizen (Zuidwolde) · Oudedijk · Oudeschip · Paapstil · Panser · Plattenburg · Polen · Ranum · Reidland · Roodehaan · Schapehals · Schaphalsterzijl · Schilligeham · Schouwen · Schouwerzijl · Sint Annerhuisjes · 't Stort · De Streek · Takkebos · Ter Laan · Tijum · Valcum · Valom · Wadwerd · Walsweer · Westerhorn (De Marne) · Westerhorn (Hogeland) · Westerklooster · Westpolder · Wierhuizen · Wierum · 't Wildeveld · Willemsstreek · Zevenhuizen